# Hovhannès de Bagaran
Jean, Hohan, Yohan, Hovhan, Yovhan, Hovhannès ou Yovhannès de Bagaran ou Yovhannès Bagaranc‘i (en arménien Հովհաննես Բագարանցի ; mort en 611) est un anti-catholicos installé par les Byzantins en opposition aux catholicos de l'Église arménienne Movsès II d'Eghivard et Abraham Ier d'Aghbathank, de 590/591 à 611.

## Biographie
Hovhannès est originaire de Bagaran, dans le canton de Kogovit de la province historique arménienne d'Ayrarat ; l'historien arménien du VIIe siècle Movsès Kaghankatvatsi le qualifie de « stylite ».
Après le partage de l'Arménie entre l'empereur byzantin Maurice et le souverain sassanide Khosro II en 590/591, Maurice invite le catholicos Movsès II d'Eghivard et les évêques arméniens à un synode arméno-grec à Constantinople ; anti-chalcédonien, Movsès, dont le siège est en zone perse, à Dvin, décline l'invitation. Maurice nomme alors Hovhannès anti-catholicos (à l'instigation de l'évêque pro-chalcédonien Téodoros de Karin, selon Movsès Kaghankatvatsi), provoquant ainsi un schisme au sein de l'Église arménienne. Hovhannès installe alors son siège en face de Dvin mais en zone byzantine, à Avan. Il y bâtit une cathédrale, Sourp Hovhannès (« Saint-Jean »), et un palais catholicossal, ne subsistant tous deux qu'à l'état de ruines.
S'il réussit on ne sait trop comment à mettre la main sur les vases sacrés de la cathédrale Sourp Grigor (« Saint-Grégoire ») de Dvin et à les transférer à Karin, il est toutefois chassé d'Avan lors de la reprise des hostilités entre Perses et Byzantins, en 602-603. Capturé par les Perses à Karin en 610, il est ensuite exilé à Hamadan, où il meurt en 611. Son corps est ramené à Avan. Sa mort met ainsi fin à ce schisme, Abraham Ier d'Aghbathank, successeur de Movsès II élu catholicos en 607 (après un intermède de trois ans sous le locum tenens Vertanès Kertogh), n'ayant plus d'opposant.
Les historiens arméniens ne lui sont pas tous défavorables : Hovhannēs V Drasxanakertc'i (lui-même catholicos, Xe siècle) dépeint cet anti-catholicos comme étant de bonne foi, et Sébéos (VIIe siècle) mentionne sa sainteté.